# Curel (Haute-Marne)
Curel is een gemeente in het Franse departement Haute-Marne (regio Grand Est) en telt 424 inwoners (1999). De plaats maakt deel uit van het arrondissement Saint-Dizier.

## Geografie
De oppervlakte van Curel bedraagt 7,6 km², de bevolkingsdichtheid is 55,8 inwoners per km².
De onderstaande kaart toont de ligging van Curel (Haute-Marne) met de belangrijkste infrastructuur en aangrenzende gemeenten.

## Demografie
Onderstaande figuur toont het verloop van het inwonertal (bron: INSEE-tellingen).